# Marijan Derenčin
Marijan Derenčin (Rijeka, 24. rujna 1836. – Zagreb, 8. veljače 1908.), hrvatski književnik, pravnik i političar.
Gimnaziju je završio u rodnoj Rijeci, a diplomirao je pravo u Beču. Djelovao je kao javni bilježnik, a za Mažuranićeva je banovanja bio odjelni predstojnik za pravosuđe u Zagrebu od 1876. do 1883. godine. 
Izradio je više suvremenih zakona, a u kaznionice je uveo moderan, takozvani progresivni sustav. Jedan je od čelnika Narodne stranke koju napušta 1880. godine kada pristupa Neovisnoj narodnoj stranci. U polemičkim se tekstovima suprotstavljao ideji južnoslavnskoga jedinstva i pravaškom idealu samostalne države, zagovarajući ideju Hrvatske kao države s ograničenom samostanosti u sklopu dualistički uređene Monarhije. 
Bio je stručnjak za kazneno pravo, kriminolog i penolog. Na sudu je branio hrvatske sveučilištarce (Vladimir Vidrić i drugi đaci) optužene zbog prosvjednog spaljivanja mađarske zastave 1895. godine. Branio ih je na suđenju studenoga 1895. godine zajedno s uglednim zagrebačkim odvjetnicima Augustom Harambašićem, Kornitzerom, M. Petračićem, Frankom Potočnjakom, Ivanom Ružićem i Šimom Mazzurom.
Napisao je više dramskih djela i satira o stanju u Hrvatskoj za Khuena te kazališne komade, većinom satirički intonirane. Kao predsjednik kazališnog odbora osnovao je mirovinski fond za kazališno osoblje.

## Djela
- "Slijepčeva žena",
- "Tri braka",
- "Ladanjska opozicija",
- "Primadona".